# Lissocarpaceae
Lissocarpaceae é uma família de plantas angiospérmicas (plantas com flor - divisão Magnoliophyta), pertencente à ordem Ericales.
Esta família apenas contém 1 género (Lissocarpa) com 2 espécies. São pequenas árvores originárias das zonas tropicais da América do Sul.